# Tomocichla tuba
Tomocichla tuba är en fiskart som först beskrevs av Meek 1912.  Tomocichla tuba ingår i släktet Tomocichla och familjen Cichlidae. Inga underarter finns listade i Catalogue of Life.